# Ernest Bens
Ernest Bens (* 5. Juli 1949 in Geel) ist ein ehemaliger belgischer Radrennfahrer und nationaler Meister im Radsport.

## Sportliche Laufbahn
Bens war Teilnehmer der Olympischen Sommerspiele 1968 in Montreal. Er bestritt mit dem Vierer Belgiens die Mannschaftsverfolgung. Das Team belegte mit Ernest Bens, Ronny Vanmarcke, Willy De Bosscher und Paul Crapez den 5. Platz.
1969 siegte er in der nationalen Meisterschaft in der Einerverfolgung. Auch in der Mannschaftsverfolgung gewann er den Titel. 1970 gewann er die Meisterschaft im Omnium. Vize-Meister wurde Bens 1970 in der Einerverfolgung und als Profi 1972 im Dernyrennen sowie 1974 in der Einerverfolgung. 
Im Straßenradsport gewann er 1969 eine Etappe der Lüttich-Rundfahrt und 1971 das Eintagesrennen Brüssel–Opwijk. 1971 wurde er Berufsfahrer im Radsportteam Mars-Flandria und blieb bis 1973 als Radprofi aktiv.